# Colposis
Colposis är ett släkte av skalbaggar som beskrevs av Étienne Mulsant 1859. Colposis ingår i familjen trädbasbaggar.
Släktet innehåller bara arten Colposis mutilatus.